# Neutralité politique chez les Témoins de Jéhovah
 (juillet 2021).
Les Témoins de Jéhovah prônent une stricte neutralité à propos de la politique des nations et de leurs institutions gouvernementales et militaires : ils appellent cette position « neutralité chrétienne ». Ils proclament un message qu'ils estiment être fondé sur la Bible, annonçant que le  « Royaume de Dieu » est le seul moyen pour obtenir la paix, la prospérité et le bonheur. Du fait de cette croyance, ils prétendent rester neutres en ce qui concerne le service militaire, et les conflits entre les nations.

## Définition et fondement de la neutralité
Les Témoins de Jéhovah définissent la neutralité chrétienne comme l'état de ceux qui, dans un conflit, ne prennent pas position pour l’une ou l’autre des parties en présence. Pour eux, la neutralité est synonyme de non-ingérence dans les affaires publiques : refus de participer à des cérémonies patriotiques, de servir dans les forces armées, de se rallier à des partis politiques, de militer au niveau politique ou de voter pour un candidat ou un parti politique. D'après eux, l’Histoire attesterait que les chrétiens du Ier siècle se sont efforcés de rester strictement neutres dans les luttes entre factions. Les Témoins de Jéhovah estiment avoir restauré le christianisme à sa forme originelle et pensent suivre les traces de ces fidèles en se consacrant exclusivement au culte de Jéhovah, auquel ils disent avoir voué leur vie sans réserve.

## Conséquences

### Soumission relative aux gouvernements
Les Témoins de Jéhovah estiment qu'il leur faut être soumis de manière relative aux « autorités supérieures » mentionnées en Romains 13:1. Toutefois, l'identification de ces autorités a changé au fil du temps : pour Russell, il s'agit des gouvernements politiques ; en revanche, pour Rutherford (à partir de 1929), ce terme désigne Dieu, Jésus et les dirigeants de l'organisation, tandis que pour Knorr (dès 1966), c'est bien aux pouvoirs politiques auxquels il faut se soumettre tout en restant neutres. Ces changements successifs de points de vue sont décriés par des critiques de l'organisation religieuse,.
Bien qu'ils considèrent que tous les gouvernements humains sont sous le contrôle de Satan, les Témoins de Jéhovah reconnaissent que cela seulement arrive par autorisation divine et pour une certaine période de temps seulement, avant qu'elle leur soit enlevée à Har-Maguédôn. Ainsi, ils utilisent la Bible pour définir leur position de soumission obéissante aux gouvernements et à leurs lois. Néanmoins, une telle obéissance est envisagée par eux comme relative vu qu'ils ne reconnaissent l'autorité absolue que de Jéhovah, dont la volonté se trouve d'après eux uniquement dans la Bible. De ce fait, ils refusent d'obéir à une loi humaine qui serait en conflit avec les lois bibliques telles qu'ils les comprennent. Pour justifier sa position, le mouvement religieux a l'habitude de citer différents versets bibliques tels que Romains 13:1-2, 7, Matthieu 5:41, Tite 3:1, 1 Pierre 2:13, 14, Marc 12:17, Actes 4:19, 20, 5:27-29, et se réfèrent à deux exemples laissés par des fidèles dans la Bible : celui des quatre jeunes Hébreux en exil à Babylone qui ont refusé les coutumes du pays qui étaient contraires à leur foi (livre de Daniel) et celui des apôtres de Jésus au Ier siècle qui arrêtés par les chefs juifs, ont été sommés de ne plus prêcher. Ils sont conscients que leur position est sujette à controverse et s'attendent en conséquence à des difficultés mais pensent que Dieu les soutiendra.

Le texte d'Actes 5:29 a été le texte annuel du mouvement en 2006, exposé sur les estrades de toutes les Salles du Royaume du monde entier. Ce texte dit :
« Nous devons obéir à Dieu en sa qualité de chef, plutôt qu'aux hommes. »

### Position dans différents domaines

#### Politique
Les Témoins de Jéhovah doivent se tenir à l'écart de toute participation politique. Ils ne peuvent pas adhérer à un parti politique, même si cela est obligatoire dans certains pays, ce qui leur a parfois valu des persécutions, comme au Malawi durant les années 1970. Un fidèle ne peut pas se présenter en tant que candidat à une quelconque élection politique, sinon il risque l'excommunication.
Par ailleurs, les Témoins de Jéhovah enseignent que l'Organisation des Nations unies est l'« image de la bête sauvage » mentionnée en Révélation 13:1-18 et constitue la réalisation « de la chose immonde qui cause la désolation » énoncée par Jésus en Matthieu 24:15. Aucun fidèle ne peut soutenir cette organisation. Pourtant, des critiques du mouvement religieux ont révélé que celui-ci s'est affilié à l'Organisation des Nations unies (ONU) pendant dix ans environ (voir Une entorse à la neutralité : l'affiliation à l'ONU).

#### Vote
Au moment de voter dans des élections politiques, les Témoins de Jéhovah n'interviennent pas dans le droit des autres à ce sujet, ni ne font une quelconque campagne contre des élections politiques. Pendant longtemps, les fidèles ont eu l'obligation de s'abstenir de voter. Ils estiment avoir voté une fois pour toutes pour Jéhovah, et voter reviendrait à faire confiance aux solutions faites par les hommes. De ce fait, des Témoins de Jéhovah ont même été martyrisés à cause de l'application de cette doctrine, comme aux Philippines. Ce refus du vote a toutefois été critiqué par certains qui estiment que la Société Watchtower enfreint les droits de l'homme en enlevant aux membres de l'organisation les droits les plus fondamentaux,.

#### Paiement des impôts
Dans sa littérature, la Société Watchtower enseigne à ses fidèles qu’ils doivent payer scrupuleusement leurs impôts, et ce quel que soit le système politique dans lequel ils se trouvent. Elle base sa position sur les paroles de Jésus, qui a expliqué qu'il faut « rendre les choses de César à César, mais les choses de Dieu à Dieu » (Marc 12:17). Les revues du mouvement religieux citent souvent des publications faisant l'éloge de leur comportement dans ce domaine. Au cas où un certain impôt semble injuste ou une partie de celui-ci est utilisée pour financer quelque chose avec lequel ils sont en désaccord (tel que l'avortement gratuit ou l'achat d'équipement militaire), ils doivent malgré tout payer intégralement leurs impôts.
Pourtant, en France, l’organisation des Témoins de Jéhovah a été condamnée à plusieurs redressements fiscaux : un redressement sur les valeurs mobilières d'un montant de 7,3 millions de francs et un autre à la suite d'une infraction au code de la Sécurité Sociale après un contrôle de l'URSSAF au siège des Témoins de Jéhovah d'une somme de 10,3 millions de francs, sommes qui ont été payées. Enfin, l’ Association Les Témoins de Jéhovah (ATJ) a été condamnée à un redressement fiscal portant sur la taxation des dons manuels qu’elle n’a pas réglé à ce jour, ayant d’abord porté l’affaire devant les tribunaux français, qui ont confirmé cette décision, puis devant la Cour européenne des droits de l'homme ; les Témoins de Jéhovah jugeant cette taxation des dons au culte injuste et discriminatoire (cf.redressements fiscaux et Urssaf en France).

#### Salut du drapeau et hymne patriotique
Les Témoins de Jéhovah disent respecter les emblèmes nationaux, mais refusent de les adorer en acte ou en esprit, car pour eux, saluer un drapeau constitue une expression des sentiments patriotiques et une forme d'idolâtrie que les premiers chrétiens auraient refusée. Ils respectent le droit des autres d’agir comme bon leur semble, mais eux n’adorent que Jéhovah. Ils se basent sur l'Évangile selon Matthieu 4:10. Les fidèles ne peuvent pas se prosterner devant un drapeau ou le tenir dans un défilé ou dans une classe d'école afin que tous puissent le saluer. Il n’est pas interdit de travailler ou d'entrer dans un bâtiment public sur lequel flotte le drapeau national, mais il ne faut pas arborer ce dernier aux fenêtres, aux portes, sur des voitures, sur des bureaux. De la même manière, le mouvement religieux déclare qu'il ne faut pas chanter l'hymne national. Toutefois, il est recommandé de se tenir respectueusement pendant que les autres le chantent.
Ces refus ont parfois causé des difficultés aux fidèles (renvois d'enfants des écoles publiques notamment) qui ont porté leurs affaires devant la justice où ils ont souvent obtenu gain de cause.

### Service militaire
En se fondant sur des versets comme Matthieu 26:52 qui déclare que « celui qui prendra l’épée périra par l’épée » ou Jean 17:16 qui énonce le principe de ce qu'ils appellent la « neutralité chrétienne », ainsi que sur des écrits des Pères de l'Église, les Témoins de Jéhovah sont opposés au service militaire et ont refusé jusqu’en 1995 de faire un service civil de remplacement là où il existait.
La position des Témoins de Jéhovah sur le service militaire et le service civil a fait l'objet de diverses critiques, principalement d'ordre éthique : il est notamment reproché au mouvement de ne pas avoir eu une attitude égale suivant les pays et les époques.

#### À l’époque de Russell
En effet, pour Russell, premier président des Témoins de Jéhovah, il n'y avait aucune objection à ce qu’un chrétien effectue son service militaire, pourvu qu'en cas de guerre, il serve dans les corps non-combattants des armées tels les services médicaux, ou au pire qu'il tire en l’air pour effrayer l’ennemi. D'ailleurs, un étudiant de la Bible très célèbre dans les années 1900 et 1910, William Preble Hall, a prononcé le discours d'ouverture de l'assemblée des Étudiants de la Bible en 1911 et a accompagné Russell lors de son tour du monde, bien qu'il fût militaire d'un grade important (brigadier général, puis assistant adjudant-général au quartier général de l'armée à Washington en 1893, enfin adjudant général pendant six mois), jusqu'à sa retraite en 1912.
Durant la Première Guerre mondiale, des Étudiants de la Bible Français[pas clair] sont allés à la guerre et ont revêtu l'uniforme, ce qui satisfaisait Russell dans la mesure où ceux-ci le faisaient dans le cadre du service non-combattant. Par la suite, Russell a recommandé toutefois aux fidèles travaillant dans des manufactures d'armes de le faire uniquement s'ils ne trouvaient pas d'autre métier, et pour lui, le fait d'accepter l'uniforme même pour le service non-combattant constituait déjà un compromis (les personnes qui les voient en uniforme ignoraient qu'ils ne prenaient pas les armes). Ainsi, il a affirmé qu'il était préférable de mourir pour Christ plutôt que de se faire incorporer, même s'il a dit que c'était à chacun de décider en conscience ; par ailleurs, il a établi une distinction entre les corps non-combattants creusant les tranchées qui lui semblaient inconvenants pour un chrétien, et ceux servant à l'hôpital, à la Croix-Rouge par exemple qui ne lui posaient pas de problème de conscience. De ce fait, le mouvement a demandé l'exemption du service militaire, au Canada par exemple.

#### Sous la présidence de Rutherford
Par la suite, sous la présidence de Rutherford, les Témoins de Jéhovah allemands refusaient depuis les années 1930 le service militaire et la conscription au prix d'importantes persécutions. Avec l'entrée en guerre des États-Unis, la direction a décidé au cours de la Seconde Guerre mondiale de refuser toute forme de service civil, les Témoins devant choisir l'exemption en tant que ministre de culte, mais pas le statut d'objecteur de conscience. Malgré tout, plus de 4 000 témoins ont été emprisonnés pour leur refus de combattre, condamnés pour une durée moyenne de 42 mois chacun, une durée supérieure de sept mois en comparaison aux autres insoumis. Néanmoins, l'interdiction du service militaire n'a pas été uniforme avant la fin de la Seconde Guerre mondiale.

#### Actuellement
En France en 1995, le Ministère de la défense alors dirigé par François Léotard a proposé le transfert des objecteurs de conscience Témoins de Jéhovah sous la tutelle du Ministère des Affaires Sociales plutôt que sous celle du Ministère de la défense. Toutefois, alors que le problème ne se situait pas à ce niveau puisque les Témoins de Jéhovah voulaient être exemptés sans service de remplacement, leur hiérarchie a néanmoins accepté cet accord en 1995, affirmant en public que c’est le gouvernement qui s'est plié à ses requêtes. Pourtant, le transfert de tutelle d’un ministère à un autre ne transforme pas le statut d’objecteur de conscience « d’antimilitariste déclaré » à celui « d’apolitique ».
En fait, les dirigeants Témoins de Jéhovah avaient modifié leur point de vue, et en 1996, ce changement est apparu dans La Tour de garde où le mouvement estimait que si certains avaient refusé le service civil, ils l'avaient fait uniquement pour suivre leur conscience. Selon ce que relate Raymond Franz qui a participé à la réflexion sur la position à prendre au sein même du Collège central en 1978, il s'en est fallu de la décision d'un homme, Lloyd Barry, qui est revenu sur son vote, pour qu'un service de substitution ait pu être théocratiquement adopté par les Témoins de Jéhovah.

#### Statistiques
En France, entre 1950 et 1992, 7 593 jeunes fidèles ont purgé des peines de prison totalisant 8 383 années en raison de leur refus du service militaire. Amnesty International a régulièrement dénoncé cette situation.
En octobre 2007, le Tadjikistan a interdit officiellement les Témoins de Jéhovah notamment pour leur refus du service militaire. Le responsable du département religieux du ministère a déclaré : « Ce groupement religieux avait violé la constitution qui rend obligatoire le service militaire, en appelant à s'y opposer ».

## Contradictions et critiques

### Une entorse à la neutralité: l'affiliation avec l'ONU

#### Histoire de l'enseignement des Témoins de Jéhovah
À l'assemblée des Étudiants de la Bible, tenue en septembre 1919, la presse locale a rapporté des commentaires de Rutherford sur la Société des Nations : 
« Il a déclaré que la Société des Nations, constituées des forces politiques et économiques, a été créée par un désir d'améliorer l'humanité par l'établissement de la paix et de l'abondance d'un grand bien qu'elle accomplirait, puis a affirmé que le mécontentement du Seigneur est sûr d'être porté sur la Société, parce que le clergé -- catholique et protestant -- ont abandonné son dessein et ont approuvé la Société des Nations, comme étant l'expression politique du royaume du Christ sur terre. »
Le point de vue de Rutherford a été également soutenu par d'autres prémillennialistes de cette époque. Le magazine des Témoins de Jéhovah L'Âge d'or (aujourd'hui baptisé Réveillez-vous !) a pareillement présenté les « politiciens professionnels » et les « puissances financières » ainsi que le « clergé » comme étant une « trinité profane » qui a soutenu la Société des Nations et a prévu sa cessation :
« Puisque ces deux classes [ des politiciens et des financiers ] sont présumées être des hommes de ce monde qui n'ont jamais prétendu avoir fait un engagement avec Dieu, il ne pourrait pas interférer avec eux pendant un certain temps, mais principalement en raison de l'autre membre de la trinité non sacrée - le clergé - Dieu indique qu'il ne laissera pas la Société des Nations et la ligue des églises durer »
En 1930, Rutherford a édité Prohibition and the League of Nations - born of God or the Devil, which ? The Bible proof qui a conclu :
« voici le rapport positif et sans réserve de Jéhovah Dieu que ni la Société des Nations ni n'importe quelle autre combinaison des hommes et des gouvernements n'aura quoi que ce soit à faire avec l'établissement de son royaume et l'établissement de la paix et de la droiture. C'est le Royaume de Dieu, pas celui de l'homme ; et pour les hommes, assumer de faire ce que Dieu a déclaré qu'il fera est un péché flagrant et présomptueux. L'organisation d'une nation qui essaye de fonctionner en avant de Dieu et qui essaie présomptueusement d'installer une règle ou une organisation et de l'appeler le Royaume de Dieu souffrira d'une grave punition. »

#### Conception des Témoins de Jéhovah sur l'ONU
Depuis 1919, les Témoins de Jéhovah (alors connus sous le nom d'Étudiants de la Bible, jusqu'en 1931) ont enseigné dans leurs publications que la Société des Nations et plus tard l'Organisation des Nations unies ont été mises en place comme contrefaçon du Royaume de Dieu. Le deuxième président du mouvement religieux, Joseph Franklin Rutherford, a sévèrement condamné les hommes politiques, les grands négociants et le clergé à cause de l'appui qu’ils portaient à la Société des Nations. En 1942, Nathan Homer Knorr, le troisième président des Témoins de Jéhovah, avait prévu qu'après la Seconde Guerre mondiale, la Société des Nations ressusciterait,, prétention récusée par des critiques du mouvement qui estiment que l'analyse des évènements de l'époque permettait de deviner cette résurrection. Le point de vue traditionnel de l'organisation est que l'Organisation des Nations unies détruira bientôt toutes autres religions, se tournant ensuite contre les Témoins de Jéhovah.
Les Témoins de Jéhovah enseignent que l'Organisation des Nations unies est l'« image de la bête sauvage » mentionnée en Révélation 13:1-18 et constitue la réalisation de « la chose immonde qui cause la désolation » énoncée par Jésus en Matthieu 24:15.

#### Scandale de l'association avec le DPI de l'ONU
Comme cela est stipulé dans la charte de l'ONU, les organisations non gouvernementales (ONG), telles que la Société Watchtower, ne peuvent pas devenir membres de l'ONU. Ils peuvent cependant s'associer à l'une de ses sections.
La Société Watchtower est toutefois devenue, avec l'accord des membres du Collège central (la direction mondiale du mouvement religieux), un membre associé du Département d'information publique de l'Organisation des Nations unies (UN/DPI) en février 1992 et a maintenu cette adhésion jusqu'en octobre 2001. Cette attitude des dirigeants du mouvement religieux envers l'Organisation des Nations unies (ONU) a provoqué un violent débat interne comme externe. L'ONU, qualifiée par leur doctrine de « contrefaçon du Royaume de Dieu » instaurée par Satan pour égarer les humains, a été l'enjeu d'un scandale quand a été découverte cette affiliation de la Société Watchtower Bible and Tract Society, organisation-mère des Témoins de Jéhovah de par le monde, en tant qu'ONG auprès du Bureau DPI de l'ONU à partir de 1989. Cette polémique a été d'autant plus vive que les fidèles de base doivent garder une stricte neutralité politique, qui parfois leur a coûté très cher (comme pour les Témoins de Jéhovah du Malawi qui, sur ordre de la Société Watchtower, ne devaient pas acheter la carte obligatoire d'un parti politique dans les années 1970, subissant ainsi de terribles persécutions, voire de la mort).
Alors que dans certains écrits des Témoins de Jéhovah, il est déclaré « qu'aucun chrétien ne doit soutenir cette organisation », le bureau mondial a accepté de « soutenir l'ONU et ses actions » et de « mobiliser l'opinion en faveur des Nations Unies » pour pouvoir « obtenir l'accès à la vaste bibliothèque des Nations unies » (selon le porte-parole britannique du mouvement), et pour « distribuer l'aide humanitaire et de défendre les droits de l'homme dans plusieurs pays du monde » (selon le porte-parole portugais du mouvement). De ce fait, certains ont trouvé l'attitude de l'organisation hypocrite, d'autant que cette affiliation était inconnue de la majorité des Témoins de Jéhovah, et même des surveillants itinérants du mouvement ignoraient tout de cette affaire. Des critiques ont démontré que l'accès aux documents de cette librairie pouvait se faire sans s'affilier au bureau DPI de l'ONU. Chaque ONG devant soutenir une catégorie particulière de causes défendues par l'ONU, le mouvement a choisi la liberté de religion au début de son association à l'ONU, puis les droits de l'homme dès 1997, choix que certains critiques jugent inapproprié car ils estiment que la Société Watchtower bafouent les droits de l'homme. De surcroît, le mouvement a été critiqué pour s'être affilié à l'ONU car il avait auparavant interdit à ses membres de se joindre à la YMCA, considèrent dans La Tour de garde du 1er janvier 1979 qu'il s'agissait dans ce cas d'apostasie.
La Société Watchtower a décidé dans la précipitation de démissionner, seulement trois jours après que la presse, notamment le journal britannique The Guardian, ait diffusé le scandale. De nombreux Témoins de Jéhovah, ne sachant pas s'il s'agissait d'une rumeur ou pas, ont demandé des explications à l'ONU, ce qui a poussé cette dernière à publier sur son site officiel une lettre en date du 4 mars 2004 récapitulant cette affaire.

### Contradictions de la position sur le service militaire
La politique des Témoins de Jéhovah à l'égard du service militaire et du service civil a suscité des critiques de la part d'anciens membres et d'organismes de lutte contre les sectes.

#### Fondement biblique?
Les critiques rétorquent que la position des Témoins de Jéhovah n'est pas expressément fondée sur la Bible, le service militaire n'y étant pas condamné, et que les témoignages du Ier siècle attestent de la présence de chrétiens dans l'armée.
De plus, de nombreux rapports en provenance d'environ 90 Comités de Filiales et des lettres personnelles de fidèles indiquèrent que ceux-ci ne comprenaient pas la logique de l'interdiction du service civil, ni son fondement biblique. L'ex-membre du Collège central Raymond Franz avait lui-même présenté à ses codirigeants quatorze pages de preuves historiques, bibliques et lexicographiques attestant que le service civil était acceptable, mais sans succès.

#### Cas de la Suisse durant la Seconde Guerre mondiale
Les critiques font remarquer que, d'après eux, les autorités suisses des Témoins de Jéhovah, auraient menti au gouvernement durant la Seconde Guerre mondiale alors qu'elles étaient accusées d’être contre le service militaire : en effet, dans une lettre adressée aux autorités de ce pays, elles affirmèrent dans une déclaration « qu’à aucun moment, ils n’avaient vu l’accomplissement des obligations militaires comme une offense contre les principes et les aspirations de l’association des Témoins de Jéhovah », précisant que « des centaines de nos membres et de nos sympathisants ont accompli leur obligation militaire et continuent à le faire », et ce alors qu'au même moment, les Témoins de Jéhovah allemands se faisaient exécuter pour refus du service militaire. Néanmoins, une publication des Témoins de Jéhovah retraçant leur histoire en Suisse déclare par rapport à la période de la Seconde Guerre mondiale : « Fidèles aux directives de leur conscience, la plupart des Témoins de Jéhovah refusèrent le service armé (És. 2:2-4; Rom. 6:12-14; 12:1, 2) ».
Voulant protéger le dernier bureau en activité en Europe, ils ont déclaré aux autorités suisses que les fidèles qui refusaient le service militaire le faisaient d'eux-mêmes, alors que des centaines d'autres effectuaient leur service militaire ; pour cela, le rédacteur de la déclaration incluait sans le préciser les maris non-Témoins de Jéhovah et les non-baptisés et apparemment quelques véritables Témoins de Jéhovah.

#### Cas du Mexique à partir de 1960
D'anciens membres révèlent qu'en 1960, les dirigeants internationaux du mouvement (N. Knorr, F. Franz et le Collège central de l'époque) ont accepté que les jeunes Témoins de Jéhovah du Mexique - y compris les surveillants de circonscription, de district et les membres du Béthel - payent des pots-de-vin (environ 200$) à certains fonctionnaires mexicains en échange d'une attestation déclarant qu'ils avaient effectué leur service militaire et étaient désormais reconnus comme réservistes de l'armée mexicaine.
Raymond Franz, ex-membre du corps dirigeant, a expliqué qu'il a été choqué que l'organisation adopte ainsi des « doubles niveaux », et met cette situation en parallèle avec celle très difficile des Témoins du Malawi qui devaient refuser même sous la torture d'acheter la carte du parti politique, et avec celle des fidèles emprisonnés pour leur neutralité en République dominicaine dans des conditions éprouvantes et pour de longues périodes.

#### Retour aux idées du fondateur
Les critiques font également remarquer que la direction des Témoins de Jéhovah n'a pas toujours eu la même attitude vis-à-vis du service militaire ainsi que du service civil, et qu'actuellement elle est revenue aux idées du fondateur du mouvement, Russell, mais qu'entre temps, c'est-à-dire pendant 70 ans, des milliers de Témoins de Jéhovah se sont retrouvés en prison en suivant l’interprétation intransigeante des dirigeants de l'organisation sur cette question, sans quoi ils risquaient l'excommunication.

#### Difficultés rencontrées par les fidèles
Plusieurs documents fournis par Raymond Franz montrent à quel point les recommandations de l'organisation sur le sujet ont engendré des problèmes aux Témoins concernés par le service civil et aux membres des Comités de Filiales de différents pays.

#### Affaire Lecoin
Louis Lecoin, antimilitariste, pacifiste, responsable de la section française de la Solidarité Internationale Antifasciste, raconte dans son autobiographie Le Cours d'une Vie qu'en 1957, il y avait 86 Témoins de Jéhovah emprisonnés à cause de leur refus du service militaire. Repensant au courage des fidèles qu'il avait connus durant la Seconde Guerre mondiale, il voulut permettre aux Témoins de Jéhovah d'obtenir le statut d'objecteur de conscience, malgré des mises en garde de son entourage sur ce projet. Avec son Comité, il multiplia les actions et finit par sensibiliser l'opinion publique. Après une grève de la faim en juin 1962, il obtient la libération anticipée des objecteurs de conscience emprisonnés depuis trois ans.
Puis Lecoin raconte comment il s'est senti trahi par l'organisation des Témoins de Jéhovah. En effet, dans deux courriers des Témoins de Jéhovah en date du 13 août 1963, l'un adressé à Louis Lecoin, l'autre au président de la République, les Témoins de Jéhovah déclarent qu'ils « ne seront jamais solidaires des actions qu[e Lecoin] pourrait entreprendre en vue de l'adoption d'un statut de l'objection de conscience », et que celui-ci n'a « jamais été et ne sera jamais [leur] porte-parole, car ses convictions philanthropiques ne correspondent pas à [leurs] convictions chrétiennes ». Les lettres sont signées par 72 Témoins de Jéhovah, objecteurs de conscience, sur 120 retenus en Dordogne.
Lecoin affirme dans son livre : « Les promoteurs de ce dégonflage passèrent de longs jours à influencer leurs coreligionnaires - mielleux, virulents et même menaçants - pour arracher ces signatures. Ils en réunirent soixante-douze ; c'était beaucoup, beaucoup trop, et je ne méritais pas qu'ils s'affirmassent si nombreux dans cette indignité ; mais en écrivant au général De Gaulle ils mentirent volontairement par omission en lui cachant qu'ils étaient, là-bas, cent vingt Témoins de Jéhovah et que quarante-huit avait refusé de se parjurer à leur suite et à leur image ».
Malgré cela, les Témoins de Jéhovah purent bénéficier du statut d'objecteurs de conscience accordée par la loi promulguée le 22 décembre 1963.

#### Accusation de soumission totale à la Société Watchtower
Louis Lecoin ainsi que des critiques du mouvement reprochent à l'organisation jéhoviste d'avoir voulu « conserver des martyrs » dans ses rangs et que les fidèles sont totalement soumis aux ordres des dirigeants.
Raymond Franz résume cette situation en ces termes : « La lettre du Comité de Filiale belge (…) note que néanmoins [les jeunes hommes Témoins de Jéhovah] refusaient le service alternatif, parce qu'ils savaient que c'était mal, et que telle était la position de la Société. Étant donné qu'ils ne pouvaient pas l'expliquer à l'aide de la Bible, cela veut simplement dire que pour eux, tout ce que la Société à Brooklyn décide, détermine ce qui est bien et ce qui est mal - et non ce que les Saintes Écritures disent. Ils ont subi deux ans d'emprisonnement, non à cause d'une décision de conscience personnelle, mais à cause de leur adhésion à un décret d'origine humaine. »
La façon de procéder du Collège central est elle-même sujette à débat. En effet, pour qu'un changement puisse être accepté, il faut que la majorité des deux-tiers (sur l'ensemble des membres composant le corps dirigeant) soit atteinte lors des votes. Le sujet fut débattu à six reprises au sein du Collège central, et ce rien qu'en 1978 : le 28 janvier, le 1er mars, le 26 septembre, le 11 octobre [vote : 9 sur 13 en faveur d'un changement, 2/3 pas atteint, car il y avait 16 membres à l'époque], le 18 octobre [pas de vote], le 15 novembre [vote : 11 sur 16 en faveur d'un changement, mais rétractation d'un membre ne permettant plus d'atteindre la majorité des deux tiers requise pour un changement). À chaque fois, de nombreux membres du corps dirigeant était en faveur du changement, mais leur voix n'était donc pas entendue, ce que déplore Raymond Franz.